# Antonia Balek
Antonia Balek (29 de mayo de 1968) es una deportista croata que compitió en atletismo adaptado. Ganó dos medallas de oro en los Juegos Paralímpicos de Pekín 2008.

## Palmarés internacional
| Juegos Paralímpicos | Juegos Paralímpicos | Juegos Paralímpicos | Juegos Paralímpicos   |
| Año                 | Lugar               | Medalla             | Prueba                |
| ------------------- | ------------------- | ------------------- | --------------------- |
| 2008                | Pekín (China)       | Medalla de oro      | Jabalina F33/34/52/53 |
| 2008                | Pekín (China)       | Medalla de oro      | Peso F32-34/52/53     |